# Bitis heraldica
Bitis heraldica là một loài rắn trong họ Rắn lục. Loài này được Bocage mô tả khoa học đầu tiên năm 1889.